# Eugen Miu
Eugen Miu (født 15. juni 1999 i Rumænien) er dansk danser. 
Han har medvirket i Vild med dans  af flere omgange. 
I 2022 deltog han i sæson 19 af Vild med dans, hvor han dansede med Andrea Lykke.
Miu deltog i sæson 21 af Vild med dans. Han dansede med Anna Haarup Munch. Sammen vandt de sæsonen.